# Nástio Mosquito
Nástio Mosquito (Angola, 1981) is een multidisciplinaire kunstenaar. Hij maakt in zijn kunst gebruik van muziek, geluid, video, performance, poëzie en installaties. Zijn werk behandelt onderwerpen als identiteit en geloof, maar ook de gecompliceerde koloniale geschiedenis van zijn geboorteland Angola. Mosquito werd geboren in Luanda, de hoofdstad van Angola in 1981. Zijn opleiding vond voor het grootste deel in Portugal plaats. Mosquito is werkzaam in Gent.

## Carrière en oeuvre
Mosquito begon zijn carrière in de televisie-industrie waar hij werkzaam was als cameraman en als regisseur. Zijn latere kunstpraktijken behandelen onderwerpen als cultureel erfgoed, post-kolonialisme, traditie en identiteit. In 2014 ontving Mosquito de Future Generation Art Prize, die eens in de twee jaar door de Victor Pinchuk Foundation wordt uitgereikt aan veelbelovende hedendaagse kunstenaars. Zijn eerste solo tentoonstelling 'Daily Lovemaking' was in 2015 te zien in de Ikon gallery in Birmingham.
Mosquito creëert onder andere performances waarin politiek en entertainment beiden een belangrijke rol spelen. Mosquito plaats zijn eigen lichaam en stem vaak in het centrum van zijn multimedia werken.  Hij neemt in zijn werk allerlei rollen of identiteiten aan. Hij gebruikt deze om verschillende ideeën tot uitdrukking te brengen, zowel over zijn eigen geloof als over het moderne leven. Naast performances maakt Mosquito ook installatiekunst, muziek, video's en poëzie. Tevens heeft hij een eigen app, waarmee zijn werk gevolgd kan worden.

## Selectie van werken

#### Synchronicity is My Bitch
Synchronicity is My Bitch: The Cinematic Experience is een audiovisueel werk van Mosquito uit 2016. Het werk combineert een album (Gatuno, Eimigrante & Pai de Família) van de kunstenaar met een aantal visuele referenties naar Afrikaanse films, documentaires en televisie. In het werk reflecteert Mosquito op menselijke relaties, vervreemding en verbeeldingen van liefde, zoals waargenomen in verschillende sociale en politieke settingen. Hierbij reflecteert hij ook op zijn eigen jeugd ten tijde van de burgeroorlog in Angola (1975-2002). Mosquito probeert met deze combinatie van beeld en geluid een zintuiglijke ervaring te creëren die de gebruikelijke filmervaring overstijgt.

#### Respectable Thief
Mosquito's Respectable Thief is een multimedia werk, dat voor het eerst zichtbaar was in het MoMA tijdens de tentoonstelling Projects 104: Nástio Mosquito. In dit werk onderzoekt Mosquito het concept van culturele toe-eigening en de manieren waarop dit wordt gebruikt voor machtsverwerving en het construeren van identiteit. Het werk bestaat uit verschillende elementen: een performance die eenmalig is uitgevoerd op 23 september 2016, een video-installatie en verschillende bemiddelingsinstrumenten op de mediaplatforms van het MoMA, zoals schermen in het museum, een audiotour voor kinderen en sociale media.

## Selectie van tentoonstellingen
- Biennale van São Paulo (2010).
- Politics of Representation, Tate Modern, London (2012).
- 9 Artists in Walker Art Center, Minneapolis (2013).
- Don’t You Know Who I Am? – Art after Identity Politics, MuHKA, Antwerpen (2014).
- Projects 104: Nástio Mosquito in het Museum of Modern Art (2016).
- Nástio Mosquito: Template Temples of Tenacity in Fondazione Prada, Milaan (2016).[6]

- Bibsys: 14016532
- Biblioteca Nacional de España: XX4812938
- Bibliothèque nationale de France: cb16514143k (data)
- Gemeinsame Normdatei: 1054058172
- International Standard Name Identifier: 0000 0001 2083 0974
- Library of Congress Control Number: no2015137104
- Bibliotheek van het Japanse parlement: 001266971
- RKD-Nederlands Instituut voor Kunstgeschiedenis: 493107
- Système universitaire de documentation: 155156810
- Virtual International Authority File: 171909395
- WorldCat: E39PBJxCFhmMbrw3D7QG3wrTHC